# Тимискаминг (округ)
Тимискаминг — административный округ в провинции Онтарио, Канада. Крупнейшим городом и административным центром округа является город Темискаминг-Шорз. Население — 33 283 чел. (по переписи 2006 года).

## География

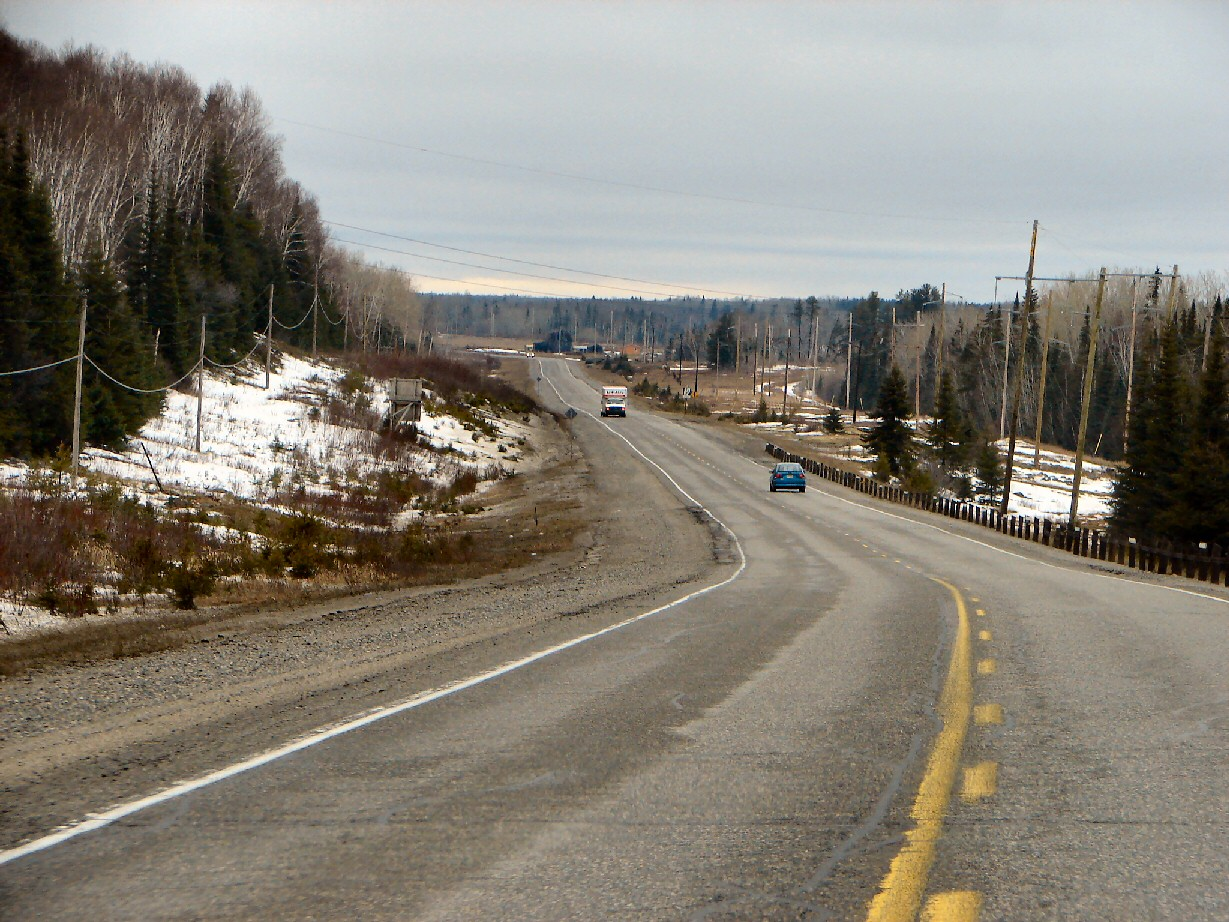
Шоссе № 11, проходящее через округ.

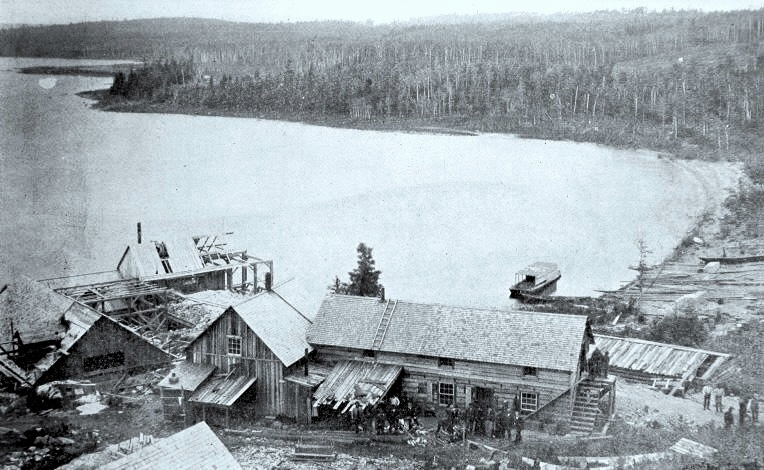
Озеро Тимискаминг, около 1900 года

Округ расположен на востоке провинции Онтарио, в регионе Северное Онтарио. С севера он граничит с округом Кокран, на западе — с округом Садбери, на юго-востоке — с округом Ниписсинг, на востоке — с квебекским округом Абитиби — Темискаминг.

## Административное деление
В состав округа входят:
- 5 городов, из них: 1 «сити» — Темискаминг-Шорз и 4 «тауна» — Кобальт[англ.], Энглхарт[англ.], Киркленд-Лейк[англ.] и Лэтчофрд[англ.];
- 17 тауншипов: Армстронг[англ.], Бретур[англ.], Кейси[англ.], Чамберлен[англ.], Чарлтон и Дэк[англ.], Коулман[англ.], Эвантурел[англ.], Готье[англ.], Харли[англ.], Харрис[англ.], Хиллиард[англ.], Гудзон[англ.], Джеймс[англ.], Кернс[англ.], Лардер-Лейк[англ.], Матачеван[англ.] и Макгэрри[англ.];
- 1 деревня — Торнлу[англ.];
- 1 индейская резервация;
- а также ряд местечек и межселенных территорий.

## Население
Из примерно 33,3 тысяч жителей, населяющих округ, 16 440 составляют мужчины и 16 485 — женщины. Средний возраст населения — 44,7 лет (против 39,0 лет в среднем по провинции). При этом, средний возраст мужчин составляет 44,0 года, а женщин — 45,3 (аналогичные показатели по Онтарио — 38,1 и 39,9 соответственно).
На территории округа зарегистрировано 14 235 частных жилых помещений, принадлежащих 9830 семьям.
Подавляющее большинство населения говорит на английском языке. Часть также владеет и французским языком.
Крупнейший город — Темискаминг-Шорз (он же — административный центр округа) — 10 732 чел. (чуть менее трети населения округа, по переписи 2006 года).